# Larry O’Brien (Politiker, 1917)

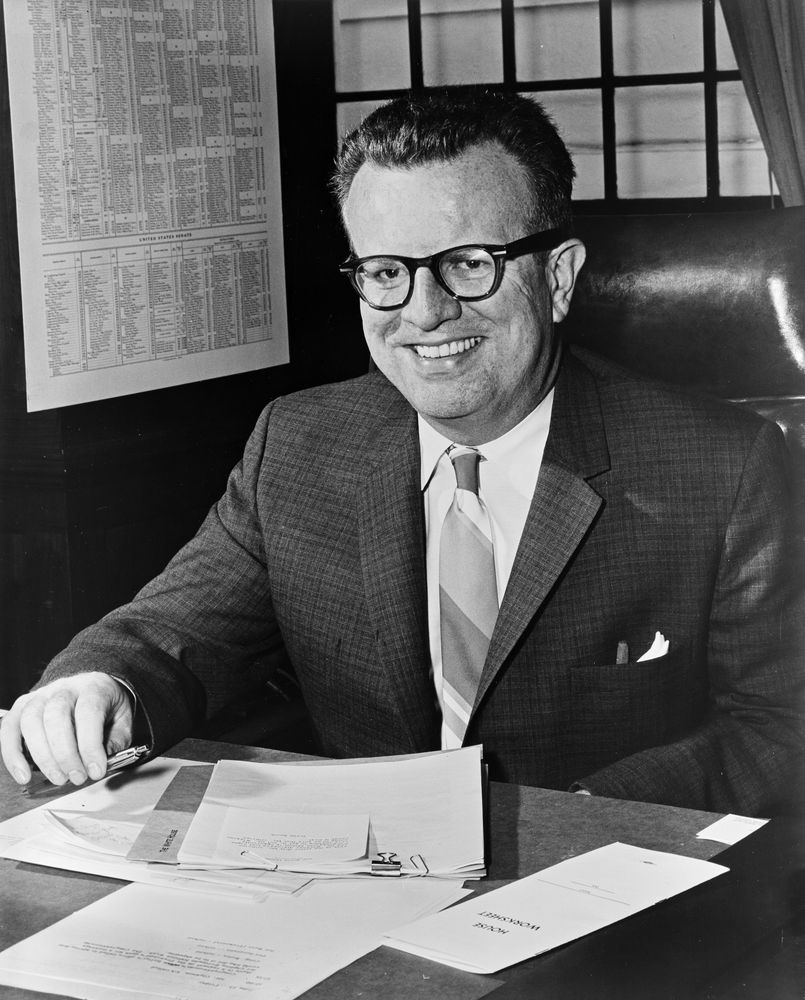
Larry O’Brien (1961)

Lawrence Francis O’Brien (* 7. Juli 1917 in Springfield, Massachusetts; † 27. September 1990 in New York City) war ein US-amerikanischer Politiker der Demokratischen Partei und der dritte Commissioner der Basketball-Profiliga National Basketball Association (NBA).

## O’Brien als Politiker
Larry O’Brien fungierte 1968 und von 1970 bis 1972 als Vorsitzender des Democratic National Committee (DNC) und übte damit de facto die Funktion eines Parteivorsitzenden der Demokraten aus. Außerdem dirigierte er die Präsidentschaftswahlkämpfe von John F. Kennedy (1960), Lyndon B. Johnson (1964), Robert F. Kennedy (1968) und Hubert H. Humphrey (1968). Von 1965 bis 1968 amtierte er als US-Postminister im Kabinett Johnson.

## Seine Rolle in der Watergate-Affäre
O’Briens Büro im DNC-Hauptquartier war in der Nacht zum 17. Juni 1972 Zielobjekt des gescheiterten Watergate-Einbruchs. Fünf Männer, die letztlich im Auftrag des Komitees zur Wiederwahl von Präsident Nixon agierten, wurden dabei von Polizisten während des Versuchs gestellt, eine Abhörwanze in O’Briens Büro zu installieren.
Präsident Nixon machte Larry O’Brien persönlich für die weidliche Ausschlachtung eines Enthüllungsberichts des Journalisten Jack Anderson durch das Kennedy-Lager im Präsidentschaftswahlkampf 1960 verantwortlich. Anderson hatte offenbart, dass Nixons Bruder Donald im Jahr 1956 einen Geschäftskredit über 205.000 $ von dem Milliardär Howard Hughes erhalten hatte und dabei spekuliert, dieser sei eventuell mit politischen Gegenleistungen des seinerzeitigen Vizepräsidenten Richard Nixon bezahlt worden. Letzterer sah diese von ihm als Denunziation empfundene Darstellung als einen der Hauptgründe dafür an, dass er die Wahl gegen John F. Kennedy verloren hatte. Aus dieser ganzen Affäre resultierte eine (gut dokumentierte) starke persönliche Animosität Nixons sowohl gegen Anderson wie auch gegen O’Brien.
Wie Dokumente aus dem Weißen Haus belegen, zeigte Richard Nixon während seiner eigenen Amtszeit als Präsident wiederholt großes Interesse an O’Briens Geschäftsaktivitäten und verlangte in den Jahren 1970 bis 1972 von seinen Mitarbeitern wiederholt handfeste Beweise für das ihm zu Ohren gekommene (auf Tatsachen beruhende) Gerücht, O’Brien selbst sei über seine Firma O’Brien Associates inzwischen verdeckt als bezahlter Lobbyist für Howard Hughes tätig geworden. Nixon wollte diese Belege an die Medien lancieren, um so O’Brien – in einer offensichtlichen Revanche für den Wahlkampf 1960 – öffentlich zu diskreditieren. Der Republikaner unterstellte dabei irrtümlich sowohl, dass O’Brien zum gleichen Zeitpunkt für Hughes gearbeitet habe, da er DNC-Vorsitzender gewesen sei, wie auch, dass O’Brien keine Steuern auf das für seine Lobbytätigkeit erhaltene Geld bezahlt habe.
Eine von verschiedenen Autoren favorisierte Theorie sieht daher als ein wichtiges Motiv für den Watergate-Einbruch den (vermeintlich auf eine direkte Anweisung Nixons zurückgehenden) Versuch an, entweder die Geschäftsverbindung Hughes-O’Brien dokumentieren zu können oder aber herauszufinden, ob O’Brien wiederum Belege für eine umfangreiche geheime Spende von Hughes für Nixons Wahlkampfkasse besitzen würde. Beweise für diese Theorie über die Hintergründe des Watergate-Einbruchs gibt es allerdings nicht.

## Commissioner der NBA undLarry O’Brien Trophy
O’Brien übernahm das Amt des Commissioners der NBA im Jahr 1975 von Walter Kennedy und behielt es bis 1984. Unter seiner Führung fusionierte die NBA 1976 mit der American Basketball Association und wurde damit um vier Teams (Denver Nuggets, Indiana Pacers, New York Nets, San Antonio Spurs) erweitert. Mit den Dallas Mavericks folgte 1980 ein fünftes neues Team. Insgesamt umfasste die NBA am Ende von O’Briens Amtszeit 23 Teams. Unter seiner Führung wurde 1982 ebenfalls ein Vertrag mit einem Kabelfernseh-Anbieter abgeschlossen, was die NBA zu einem Vorreiter unter den US-Profiligen machte. Am 13. Mai 1991 wurde O’Brien posthum als „Förderer“ (engl.: contributor) in die Naismith Memorial Basketball Hall of Fame aufgenommen.
Die Larry O’Brien Trophy ist der Pokal, den der Sieger der NBA beim Titelgewinn erhält. Jedes Jahr wird ein neuer Pokal hergestellt, in den das Jahr und der Name des siegreichen Teams eingraviert wird und verbleibt im Besitz der Mannschaft.